# 祖亞昆·皮爾路
祖亞昆·皮爾路·盧卡斯（西班牙語：Joaquín Peiró Lucas，1936年1月29日—2020年3月18日）生于马德里，前西班牙足球員、領隊。
他曾帶領馬德里體育會取得歐洲盃賽冠軍盃冠軍，亦曾帶領拖連奴、西班牙國家隊。

## 榮譽

### 球員時代
皇家穆爾西亞
- 西班牙足球乙級聯賽冠軍：1954/55年

馬德里競技
- 西班牙國王盃冠軍：1959/60年，1960/61年
- 歐洲盃賽冠軍盃冠軍：1961/62年

國際米蘭
- 義甲冠軍：1964/65年，1965/66年
- 歐洲冠軍盃冠軍：1964/65年
- 洲際盃冠軍：1964年，1965年

羅馬
- 義大利盃冠軍：1968/69年

### 教練時代
馬拉加
- 西乙冠軍：1998/99年
- 圖圖盃冠軍：2002年